# PSR B1919+21

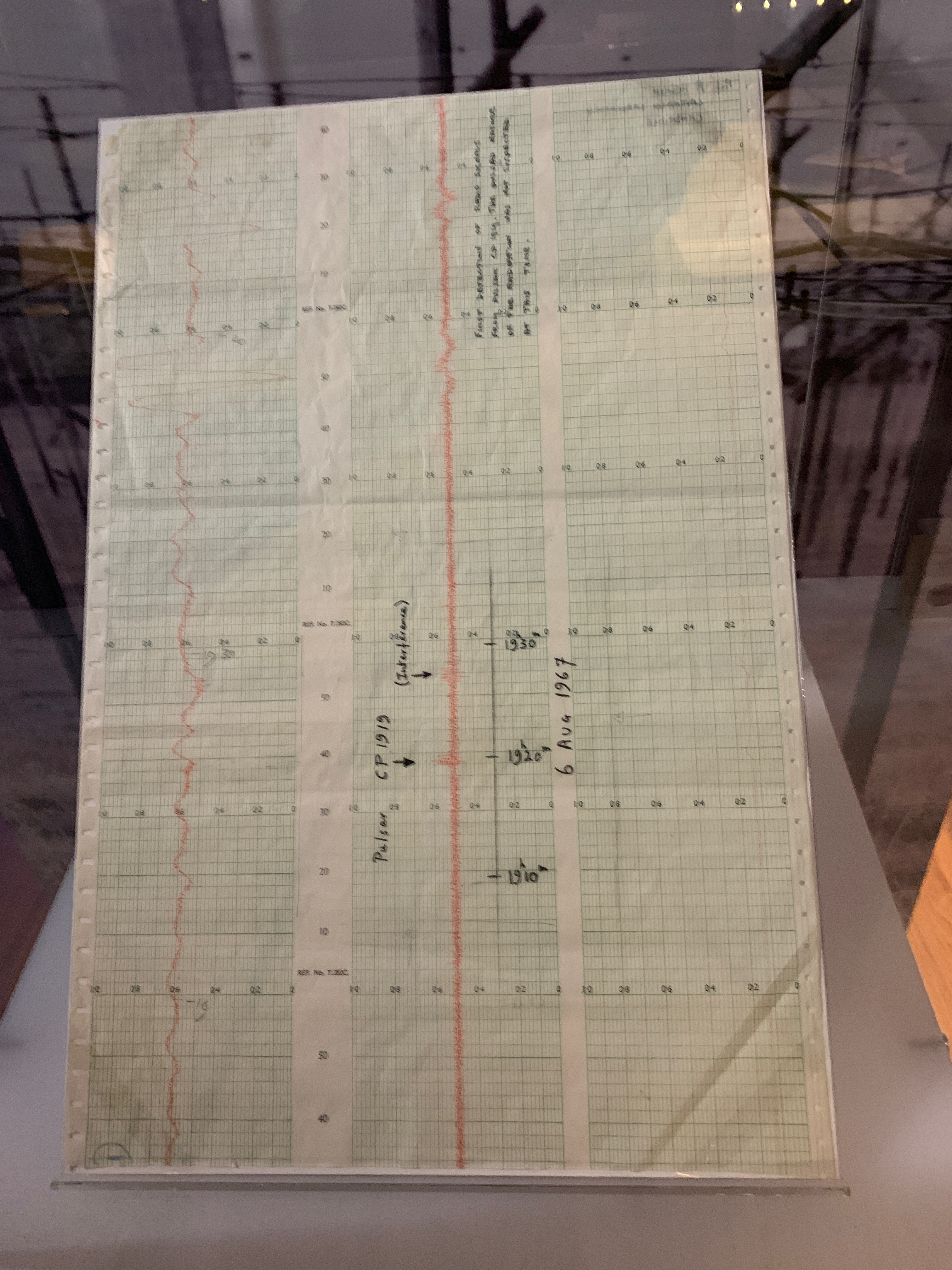

پي أس أر بي1919+21 هو نجم نابض يقع في كوكبة الثعلب فترتة 1.3373 ثانية ونطاق نبضة 0.04 ثانية. اكتشفه جوسلين بيل بورنيل وأنتوني هويش في 28 نوفمبر 1967 عندما تم رصد إشارة راديوية باستخدام مصفوفة تلألؤ بين الكواكب في مرصد مولارد الراديوي في مدينة كامبريدج المملكة المتحدة.، ويعتبر هذا النباض أول نباض راديوي يكتشف.
التسمية الأصلية لهذا النابض كانت  CP 1919  ومعروف أيضا باسم PSR J1921+2153